# Подљубељ
Подљубељ (словен. Podljubelj) је насељено место у општини Тржич, Горењска регија, Словенија.

## Историја
До територијалне реорганизације у Словенији био је у саставу старе општине Тржич.

## Становништво
У попису становништва из 2011. године, Подљубељ је имао 807 становника.
| Број становника према пописима | Број становника према пописима | Број становника према пописима |
| ------------------------------ | ------------------------------ | ------------------------------ |
| 1991                           | 2002                           | 2011                           |
| 578                            | 703                            | 807                            |

Напомена: До 1955. исказивано под именом Света Ана под Љубељем.

## Галерија
- детаљ
- детаљ
- гостионица "Анкеле"
- словеначке Алпе
- Томинчев водопад
- Љубељ
- аустријско-словеначка граница
- инфо табла видиковца на граници
- планина Бегуњшчица
- планинарски дом Кофце
- превој Љубељ
- Љубељ, тунел на некадашњој граници Словеније и Аустрије
- Љубељ, гранична зона
- Љубељ, пут